# Vityai-erdő
Vityai-erdő este o arie protejată (arie specială de conservare — SAC, sit de importanță comunitară — SCI) din Ungaria întinsă pe o suprafață de 1.290,39 ha, integral pe uscat.

## Localizare
Centrul sitului Vityai-erdő este situat la coordonatele 46°38′05″N 17°43′27″E / 46.634722°N 17.724167°E.

## Înființare
Situl Vityai-erdő a fost declarat sit de importanță comunitară în mai 2004 pentru a proteja 8 specii de animale. Situl a fost protejat și ca arie specială de conservare în februarie 2010.

## Biodiversitate
Situată în ecoregiunea panonică, aria protejată conține 5 habitate naturale: Păduri ilirice de stejar și carpen (Erythronio-Carpinion), Păduri panonice-balcanice de stejar turcesc - stejar sesil, Păduri panonice cu Quercus pubescens, Păduri aluvionare cu Alnus glutinosa și Fraxinus excelsior (Alno-Padion, Alnion incanae, Salicion albae), Păduri ilirice de Fagus sylvatica (Aremonio-Fagion).
La baza desemnării sitului se află mai multe specii protejate:
- amfibieni (1): buhai de baltă cu burta roșie (Bombina bombina)
- mamifere (1): liliac cârn (Barbastella barbastellus)
- nevertebrate (6): croitorul mare al stejarului (Cerambyx cerdo), Cucujus cinnaberinus, Euplagia quadripunctaria, rădașcă (Lucanus cervus), fluturele purpuriu (Lycaena dispar), gândacul de apă (Rhysodes sulcatus)

Pe lângă speciile protejate, pe teritoriul sitului au mai fost identificate 1 specie de nevertebrate.